# Takuya Yoshikawa
Takuya Yoshikawa (吉川 拓也 Yoshikawa Takuya?, nacido el 1 de septiembre de 1988 en Shiga) es un exfutbolista japonés. Jugaba de defensa y su último club fue el Suzuka Unlimited FC de Japón.

## Trayectoria

### Clubes
| Club                | País  | Año         |
| ------------------- | ----- | ----------- |
| Kataller Toyama     | Japón | 2011 - 2016 |
| Zweigen Kanazawa    | Japón | 2013        |
| Suzuka Unlimited FC | Japón | 2016        |

## Estadística de carrera

### J. League
| Club            | Año   | J. League | J. League | Copa J. League | Copa J. League | Total | Total |
| Club            | Año   | Part.     | Goles     | Part.          | Goles          | Part. | Goles |
| --------------- | ----- | --------- | --------- | -------------- | -------------- | ----- | ----- |
| Kataller Toyama | 2011  | 9         | 1         | -              | -              | 9     | 1     |
| Kataller Toyama | 2012  | 10        | 0         | -              | -              | 10    | 0     |
| Kataller Toyama | 2014  | 12        | 0         | -              | -              | 12    | 0     |
| Kataller Toyama | 2015  | 16        | 0         | -              | -              | 16    | 0     |
| Kataller Toyama | 2016  | 0         | 0         | -              | -              | 0     | 0     |
| Total           | Total | 47        | 1         | 0              | 0              | 47    | 1     |